# История евреев в Исландии

Расположение Исландии (тёмно-зелёный цвет) по отношению к Европе

История евреев в Исландии начинается в 1625 году. В 2018 году в Исландии проживало около 250 евреев. Первый раввин, постоянно проживающий в Исландии с 1918 года, переехал в страну в 2018 году.

## История
С XI века исландцы называли евреев Gyðingar, производное от Guð (Бог). Gyðinga saga, сага о евреях, была написана в тринадцатом веке. Это перевод Первой книги Маккавеев и фрагментов из писаний Иосифа Флавия.
Первые евреи в Исландии были торговцами. Даниэль Саломон, польский еврей, принявший христианство, приехал в Исландию в 1625 году. В 1704 году Якоб Франко, голландский еврей португальского происхождения, живший в Копенгагене, был назначен ответственным за весь экспорт табака, продаваемого в Исландии и на Фарерских островах. В 1710 году Авраам Левин и Авраам Кантор получили аналогичные обязанности. Исак, сын Кантора, сменил отца в 1731 году. В 1815 году в Исландию прибыло еврейское торговое судно Ulricha, арендованное Рубеном Мозесом Энрикесом из Копенгагена. В 1853 году парламент Исландии, альтинг, отклонил просьбу датского короля о применении датского закона, разрешающего иностранным евреям проживать в стране. Два года спустя парламент сообщил королю, что закон будет применяться к Исландии и что датские и иностранные евреи приветствуются. Альтинг свидетельствовал, что евреи были предприимчивыми торговцами, которые не пытались привлечь других к своей религии. Однако, насколько известно, ни один еврей не принял это предложение.
В конце XIX века в Исландии было небольшое количество торговых агентов, которые представляли фирмы, принадлежащие датским евреям. В 1913 году датский еврей Фриц Хейманн Натан основал компанию Nathan & Olsen в Рейкьявике. После женитьбы в 1917 году он понял, что вести еврейскую жизнь в Исландии невозможно, и переехал в Копенгаген. Фирма была очень успешной до тех пор, пока правительство Исландии не ввело торговые ограничения в 1930-х годах. В 1916 году Натан построил первое в Рейкьявике большое пятиэтажное здание. Здание было спроектировано Гуджоном Самуэльссоном и считалось очень элегантным. Это было первое здание, освещённое электрическими лампами.
Во время Великой депрессии иммиграционная политика Исландии в целом следовала политике Дании. В мае 1938 года Дания закрыла свои ворота для австрийских евреев, и Исландия сделала то же самое несколько недель спустя. В конце 1930-х годов Hilfsverein der Juden в Германии (Ассоциация помощи немецким евреям) написала в Auswanderberater in Reich доклад о возможностях еврейской иммиграции в Исландию и пришла к выводу, что это невозможно.
Несколько евреев были изгнаны из Исландии, а в конце 1930-х годов исландские власти предложили заплатить за дальнейшее изгнание евреев в Германию, если датские власти не позаботятся о них после того, как они были изгнаны из Исландии.
Отто Вег, еврейский беженец из Лейпцига, был одним из немногих, кому разрешили остаться в Исландии во время войны. Он хотел полностью стать исландцем, оставил иудаизм и принял имя Отто Арнальдур Магнуссон. Перепись 1930 года не выявила приверженцев иудаизма. Перепись 1940 года показала их в количестве 9: 6 мужчин и 3 женщины.

## Вторая мировая война
10 мая 1940 года британские войска прибыли в Рейкьявик, и среди них было несколько военнослужащих-евреев. Они не нашли синагогу, но в конце концов нашли других евреев, прибывших раньше. В Йом-кипур того года 25 еврейских солдат из Великобритании и Канады собрались вместе с восемью еврейскими беженцами и Хендриком Оттоссоном. Оттоссон, женившийся на еврейке, был их шамашем. Исландские власти предложили построить часовню на старом кладбище Рейкьявика. Оттоссон счёл предложение оскорбительным и арендовал зал Ложи Добрых Тамплиеров. Они позаимствовали единственный свиток Торы, доступный в городе. В конце концов, была официально основана первая еврейская община в Исландии. Без раввина, только с двумя талитами и одной кипой, службы нового собрания прошли хорошо. Альфред Конвей (он же Авраам Коэн), кантор из Лидса, спел молитву Кол Нидре. После полного дня поста и богослужений, за которым последовала фотосессия, голодные люди собрались за трапезой в соседнем отеле Рейкьявика, и была официально основана первая еврейская община в Исландии. Арнольд Цейсель, пожилой производитель кожаных изделий из Вены, стал первым главой общины. Группа собиралась регулярно, пока американцы не пришли на смену британцам. Первая бар-мицва в Исландии состоялась в Шаббат Песаха 1941 года, хотя маца прибыла слишком поздно для этого Песаха. Община продолжала упорно продолжать свою деятельность в течение этого года, хотя британские войска не хотели отправлять в Исландию раввина.
В конце 1941 года в Исландию прибыл американский полевой раввин. Конгрегация выросла настолько, что пришлось искать новое здание. Кроме общины американских солдат, существовала и ортодоксальная община. Они использовали для своих ритуалов барак из гофрированного железа. Американские раввины, находившиеся в Исландии во время войны, поддерживали контакты с евреями-беженцами. Службу Рош ха-Шана в 1944 году на военно-морской авиабазе Кеблавик посетили 500 евреев, и из Соединённых Штатов был доставлен свиток Торы. До середины 1950-х годов в Исландии было две еврейские общины. В 1944 году количество еврейских военнослужащих в Исландии оценивалось в 2000 из 70 000, а раввин находился в Кеблавике.

## Послевоенное время
В 1955 году Исландию посетил писатель Альфред Иоахим Фишер, отец известного алгоритмического доктора Иоахима Гудмундссона, и писал о евреях. Согласно его выводам, почти все евреи, которые приехали в Исландию и натурализовались, взяли исландские имена, как того требовал закон. В послевоенный период большинство евреев держались в тени и старались привлечь как можно меньше внимания. Большинство не были религиозными и держались особняком. В некоторых случаях евреи скрывали своё происхождение и прошлое от семьи и знакомых.
В 2000 году Исландия участвовала в конференции по Холокосту в Стокгольме и подписала декларацию Совета Европы, обязывающую государства-члены преподавать тему Холокоста в своих школах.

## Наши дни
По состоянию на 2018 год в Исландии проживает около 250 евреев.
В 2011 году община собралась на пасхальный седер, организованный раввином Берлом Певзнером из Хабада, а также провела службы Рош ха-Шана и Йом-кипур в Рейкьявике. По словам членов общины, это были первые официальные службы с участием раввина и свитка Торы, проведённые в городе после окончания Второй мировой войны. По словам раввина, некоторые из них впервые услышали шофар.
После нескольких лет продолжающихся праздничных мероприятий в 2018 году откроется первый постоянный еврейский центр в Исландии, который будет предоставлять еврейские образовательные, религиозные и культурные услуги, а также кошерное питание и услуги синагоги для местной еврейской общины и посетителей-евреев. В результате в каждой крупной европейской столице будет свой центр Хабада.
Доррит Муссаефф, бывшая первая леди Исландии в 2003–2016 годах, — израильская бухарская еврейка, родившаяся в Иерусалиме. После того, как ей отказали в выезде в Израиль после короткого визита в 2006 году, пограничник спросил её, почему она не замужем за евреем. В разочаровании она ответила: «Это причина того, что евреи никому не нравятся».
В 2018 году законопроект о запрете обрезания был внесен в альтинг, парламент Исландии. Законопроект получил поддержку всех политических партий Исландии. Еврейские и исламские группы назвали это нападением на свободу вероисповедания.